# Rhytidiella moriformis
Rhytidiella moriformis är en svampart som beskrevs av Zalasky 1968. Rhytidiella moriformis ingår i släktet Rhytidiella och familjen Cucurbitariaceae.  Arten är reproducerande i Sverige. Inga underarter finns listade i Catalogue of Life.